# Achimenes
Achimenes, ognipłon (Achimenes) – rodzaj roślin z rodziny ostrojowatych (Gesneriaceae). Obejmuje 24 gatunki występujące w tropikach Ameryki Południowej i Środkowej. Niektóre gatunki uprawiane są jako rośliny ozdobne (np. achimenes szkarłatny, a. różowy A. erecta).

## Systematyka
Pozycja według APweb (aktualizowany system APG IV z 2016)
Przedstawiciel rodziny ostrojowatych (Gesneriaceae) należącej do rzędu jasnotowców (Lamiales) reprezentującego dwuliścienne właściwe.
Wykaz gatunków
- Achimenes admirabilis Wiehler
- Achimenes antirrhina (DC.) C.V.Morton
- Achimenes brevifolia C.V.Morton
- Achimenes candida Lindl. – achimenes biały[6]
- Achimenes cettoana H.E.Moore
- Achimenes dulcis C.V.Morton
- Achimenes erecta (Lam.) H.P.Fuchs – achimenes szkarłatny, a. różowy[6]
- Achimenes fimbriata Rose ex C.V.Morton
- Achimenes flava C.V.Morton – achimenes złocisty[6]
- Achimenes glabrata (Zucc.) Fitzg.
- Achimenes grandiflora (Schiede) DC. – achimenes wielkokwiatowy[6]
- Achimenes heterophylla (Mart.) DC. – achimenes różnolistny[6]
- Achimenes hintoniana Ram.-Roa & L.E.Skog
- Achimenes ixtapaensis Beutelsp. & J.Mart.-Mel.
- Achimenes longiflora DC. – achimenes długokwiatowy[6]
- Achimenes mexicana (Seem.) Benth. & Hook.f. ex Fritsch – achimenes meksykański[6]
- Achimenes misera Lindl. – achimenes wątły[6]
- Achimenes nayaritensis L.E.Skog
- Achimenes obscura C.V.Morton
- Achimenes occidentalis C.V.Morton
- Achimenes patens Benth. – achimenes otwarty[6]
- Achimenes pedunculata Benth. – achimenes szypułkowy[6]
- Achimenes skinneri Gordon ex Lindl.
- Achimenes woodii C.V.Morton